# Бърз влак със задължителна резервация на БДЖ
Бърз Влак със Задължителна Резервация (съкратено: БВЗР), предишни имена експресен влак,  експрес, ускорен бърз влак, е категория пътнически влак, поддържана и експлоатирана от „Български държавни железници“ ЕАД. Считано от ГДВ (график за движение на влаковете) 2017 год./2018 год. категория „експресен влак“ отпада във вида, в който я познаваме. До скоро съществувалите експресни влакове в момента са бързи влакове, като към билета задължително се доплаща 1 лв. за запазено седящо място.

## История
Бързите влакове със задължително запазване на запазено седящо място са в действие от 1 януари 2007 г.,   поради влизането на България в Европейския съюз. В България бързите влакове със задължително запазване на седящо място наследяват съществувалата в миналото в България категория „експресен влак“. 
Разписанието на бързите влакове със задължителна резервация се изготвя въз основа на задълбочени анализи на потока от пътуващи пътници по основните железопътни артерии в България. Правило в изготвянето на разписанието на тази категория влакове е, те да спират на възможно най-малко на брой жп гари.
От май 2011 г. БВЗР „Струма“ (София – Кулата – София) не се движи поради отсъствие на печалба, надвишаваща разхода.
С решение на „Холдинг БДЖ“ ЕАД от 30 януари 2012 година БВЗР „Бургас уикенд“ се отменят изцяло по маршрута София – Бургас – София през Септември, Пловдив, Ямбол влакове 8671/8672. Официална причина за решението е намален пътникопоток. Същото се случва и с БВЗР „Варна уикенд“, но месеци по-рано.
От 22 ноември 2012 година движението в участъка София – Враца – София се отменя, като БВЗР „Пловдив“ се движи само по маршрут Пловдив – София – Пловдив. Причина за отмяната е нисък пътникопоток.
От 9 декември 2012 година с влизането на новия график за движение категорията влакове БВЗР „Пловдив“ и БВЗР „Диана“ са категория бързи влакове със задължителна резервация на запазено седящо място.

## Информация
По железопътната мрежа на България през 2013 г. се движат общо 11 бързи влака със задължителна резервация, от които:
- 11 редовни (всекидневни) – „Родопи“ (Пловдив – Варна – Пловдив), „Пловдив“ (Пловдив – София – Пловдив), „Чайка“ (Бургас – София – Бургас през Карлово), „Янтра“ (Горна Оряховица – София – Горна Оряховица), „Слънчев бряг“ (София – Бургас – София през Пловдив) и „Златни пясъци“ (София – Варна – София през Горна Оряховица).

Всеки бърз влак със задължителна резервация има собствено име. Практиката е БВЗР да носи името на обект с голямо значение за града, от чиято гара тръгва съответният влак, или името на дестинацията. Бързите влакове със задължителна резервация са познати и като ускорени бързи влакове.
Примери за БВЗР, който носи име на обект с голямо значение са „Янтра“, наречен на река Янтра, която преминава близо до Горна Оряховица, и „Родопи“, наречен на планината Родопи, която се намира близо до Пловдив.
Примери за БВЗР, който носи име на дестинация, за която пътува, са „Бургас уикенд“ и „Варна уикенд“.
Кодът за БВЗР е RБВ или БВR, според класификацията на БДЖ.
През 2015 година единствените влакове, носещи тази категория са 2601/02 „Златни пясъци" и 3601/02 „Чайка"

## Субсидия
„Холдинг Български държавни железници“ ЕАД е държавна компания, която по закон получава годишна субсидия. За 2011 г. субсидията за БДЖ е на стойност 170 млн. лева. За БВЗР не се полага част от тази държавна субсидия, тъй като тези влакове са търговски ориентирани, т.е. съществуват с цел печалба на дружеството.

## Състав и маршрут на влаковете към 2018 година

### „Родопи“
БВЗЗМ (т.е. Бърз Влак със Задължително Запазено Място) „Родопи“ се движи ежедневно по маршрута Пловдив – Варна – Пловдив с номера 8631 / 8632, минавайки през Стара Загора и Ямбол. Движи се със състав от изцяло купейни седящи вагони серии 21 – 50 (второкласни) и 10 – 50 (първокласни). Влакът (8631) заминава от централна гара Пловдив тц тц тц Бг тцпсутрин в 7:25ч и пристига в гара Варна в 13:20ч. В противоположната посока (8632) влакът потегля от гара Варна в 16:00ч и пристига в гара Пловдив в 21:47ч. През 2021 г. и 2022 г. поради нужда от подмяна на жп релси и жп траверси, налагаща пълно прекъсване на влаковото движение, са в сила временни прекачвания на пътниците от влак към автобус и от автобус към влак. В графици от предишни години, през летния сезон състава на „Родопи“ включваше и директна група вагони, откачвани на гара Карнобат и заминаващи като отделен бърз влак с крайна дестинация гара Бургас (и закачвани отново към влак 8632 при връщането му в посока гара Пловдив).

### „Пловдив“
БВЗР (т.е. Бърз Влак със Задължителна Резервация) „Пловдив“ се движи почти до края на 2015 г. ежедневно по маршрута Пловдив – София – Пловдив с номера 1622/1625, минавайки през Пазарджик, Септември и Костенец. Този влак е придобил голяма известност през годините, смятан е за легендарен, олицетворение на най-доброто, постигано някога в БДЖ, на върховите години от разцвета на железницата. Негова отличителна черта е специалният му състав, който се състои изцяло от първокласни купейни вагони серия 19 – 40 (Ame). Вагоните (10 на брой) са специално доставени от Германия с характерна бяла ливрея с две червени ленти, с което влакът е получил прозвищата си „Белият влак“ и „Белият кон“. В купетата и коридорите им бяха запазени килимчетата и пердетата с логото на БДЖ.
Купетата са с по 6 седалки: всяка с възможност за разтягане до полулегнало положение, плюшена тапицерия в цвят бордо и бяла калъфка на облегалката на главата. Всяко купе има възможност за индивидуално регулиране на отоплението. Интериорът на вагоните освен огледала и завеси, е предлагал и картини. За комфорта на пътниците се грижи екипаж от стюардеси, които предлагат храни и напитки. А за сигурността по време на пътуването на борда присъстват медицински екип и представители на органите на реда. Редом с това има и екип, поддържащ постоянна хигиена. В купетата и коридорите звучи музика по време на пътуването, а пътниците са посрещани и изпращани с поздравително съобщение от екипажа на „Пловдив експрес“, информиращо ги за направлението на влака, скоростта и правилата по време на пътуването и пр.
Дълги години „Белият влак“ се движи по направление Пловдив – София – Враца / Враца – Пловдив – София с номера 1622/1623 (до края на 2012 г.), за кратко е пътувал и до Монтана. От ГДВ 2012/2013 г. маршрута му е съкратен само до София. Отива в историята окончателно през 2015 г., когато на 12 декември потегля за последно на път към София (1622), а след връщането си вечерта (1625) на ЦГ Пловдив, състава му е разделен и вагоните са пръснати из съставите на влакове за Варна, Шумен и др.
През 2018 еквивалент на тези влакове са сутрешният БВ 1620 (обслужван от ЕМВ [т.е. Електрически Мотрисен Влак] „Сименс Дезиро“) по маршрут Пловдив – Пазарджик - София и БВ 1625 по маршрут София – Пазарджик - Пловдив - Първомай - Свиленград.
В спомените на железничарите и гражданите, някогашният експрес „Пловдив“ остава като елитен влак с несравним за времето си комфорт и качество на пътуването, от „златните години“ на БДЖ.

### „Чайка“
БВЗЗМ „Чайка“ се движи в определени дни в годината (в ден петък – 3601 за Бургас, всекидневно – 3602 от Бургас) по маршрута Бургас – София – Бургас през Карлово с номера 3601/3602. В композицията в двете посоки има вагон за превоз на пътници с двигателни особености и възможност за превоз на велосипеди.

### „Златни пясъци“
БВЗЗМ „Златни пясъци“ се движи всекидневно по маршрута Варна – София – Варна през Горна Оряховица с номера 2601/2602.